# ماريان دزيدزيل
ماريان دزيدزيل (بالبولندية: Marian Dziędziel)‏ هو ممثل بولندي، ولد في 5 أغسطس 1947 في بولندا.

## أعمال

### أفلام
- (2002) عازف البيانو[3][4]
- (2004) فينشي

## وصلات خارجية
- ماريان دزيدزيل على موقع IMDb (الإنجليزية)
- ماريان دزيدزيل على موقع قاعدة بيانات الأفلام العربية
- ماريان دزيدزيل على موقع ألو سيني (الفرنسية)
- ماريان دزيدزيل على موقع أول موفي (الإنجليزية)
- ماريان دزيدزيل على موقع قاعدة بيانات الأفلام السويدية (السويدية)
- ماريان دزيدزيل على موقع قاعدة بيانات الفيلم (الإنجليزية)
- ماريان دزيدزيل على موقع كينوبويسك (الروسية)